# Héuré
Pour les articles homonymes, voir Heure (homonymie).
L'arrec Héuré est un ruisseau  qui traverse le département des Pyrénées-Atlantiques et un affluent du gave d'Oloron dans le bassin versant de l'Adour.

## Géographie
D'une longueur de 12,9 kilomètres, il prend sa source sur la commune d'Orion (Pyrénées-Atlantiques), à l'altitude de 175 mètres.
Il coule d'est en ouest et se jette dans le gave d'Oloron à Athos-Aspis, à l'altitude 50 mètres.

### Communes et cantons traversés
Dans le seul département des Pyrénées-Atlantiques, l'arrec Héuré traverse six communes et un canton : dans le sens amont vers aval : Orion (source), Andrein, Burgaronne, Sauveterre-de-Béarn, Oraàs et Athos-Aspis (confluence).
Soit en termes de cantons, l'arrec Héuré prend source et conflue dans le canton de Sauveterre-de-Béarn.

## Affluents
L'arrec Héuré a quatre affluents référencés :
- l'arriou de Lagouarde (rd) 1,9 km ;
- le ruisseau de Mailhos (rd) 0,9 km ;
- l'arriou de Berdigué (rg) 1,3 km ;
- l'arrec Baraillou (rg) 2,5 km.